# غايل بريفوست
غايل بريفوست (بالفرنسية: Gaël Prévost)‏ هو نبال فرنسي، ولد في 8 مارس 1994 في كليرمون فيران في فرنسا.

## وصلات خارجية
- غايل بريفوست على موقع الاتحاد الدولي للرماية بالسهام (الإنجليزية)
- غايل بريفوست على موقع اللجنة الأولمبية الدولية (الإنجليزية)
- غايل بريفوست على موقع أوليمبيديا (الإنجليزية)
- غايل بريفوست على موقع اللجنة الأولمبية الفرنسية (مؤرشف) (الفرنسية)